# Dolby Theatre
A Dolby Theatre (magyarul Dolby Színház, korábbi nevén Kodak Theatre) egy előadóterem a Hollywood Boulevard-on, Los Angeles-ben. A Hollywood and Highland Center nevű bevásárló- és szórakoztatóközpontban található. 2001. november 9-i nyitása óta állandó otthona az évente megrendezésre kerülő Oscar-gálának.

## Építészeti adatok
A színházat David Rockwell, a Rockwell Group alapítója tervezte a Theatre Projects Consultants nevű tanácsadó céggel együttműködésben, kifejezetten szem előtt tartva az Oscar-gála igényeit. A színpad szélessége 34 méter, mélysége 18 méter, az Egyesült Államok egyik legnagyobbika. A terem kb. 3400 fő befogadására alkalmas.
Az előrelátó tervezésnek és műszaki kialakításnak köszönhetően a terem különösen alkalmas arra, hogy olyan televíziós produkcióknak biztosítson helyet, mint az American Idol, az America's Got Talent,  vagy az Oscar-gála. Az építő csapat hollywood-i szakemberekkel folytatott megbeszéléseket annak érdekében, hogy jól működő kábeles infrastruktúra jöhessen létre, föld alatt futó kábel bunkerrel. Az energiaellátás szintén kielégíti az elvárásokat. Az operatőrök, a hangtechnikusok, valamint a rendezői gárda számára külön helyiség van kialakítva.
A bejárattól a színházba vezető terem (hall) két oldalán a legjobb filmnek járó Oscar-díjat elnyert alkotások címei olvashatóak art déco stílusú oszlopokon. A jövőbeli díjazottak számára üres oszlopok állnak rendelkezésre, egészen 2071-ig. Az Oscar-gála előtt az épületet ünnepi díszbe öltöztetik: különböző szimbólumok kerülnek a homlokzatra, a főbejáratot arany színű drapéria borítja be, valamint a híres vörös szőnyeg fut fel a lépcsősoron.

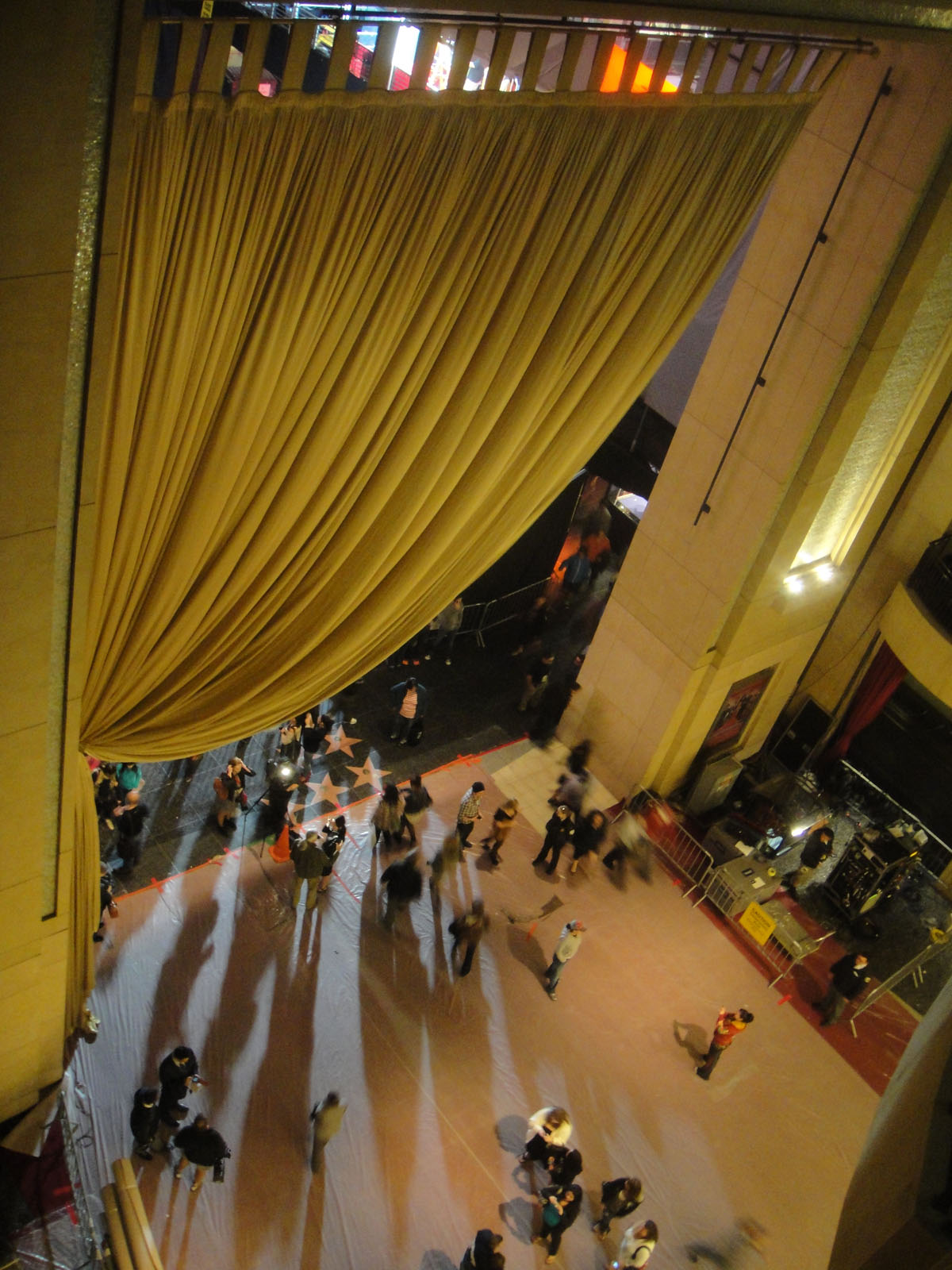
A főbejárat az Oscar-gála előtt
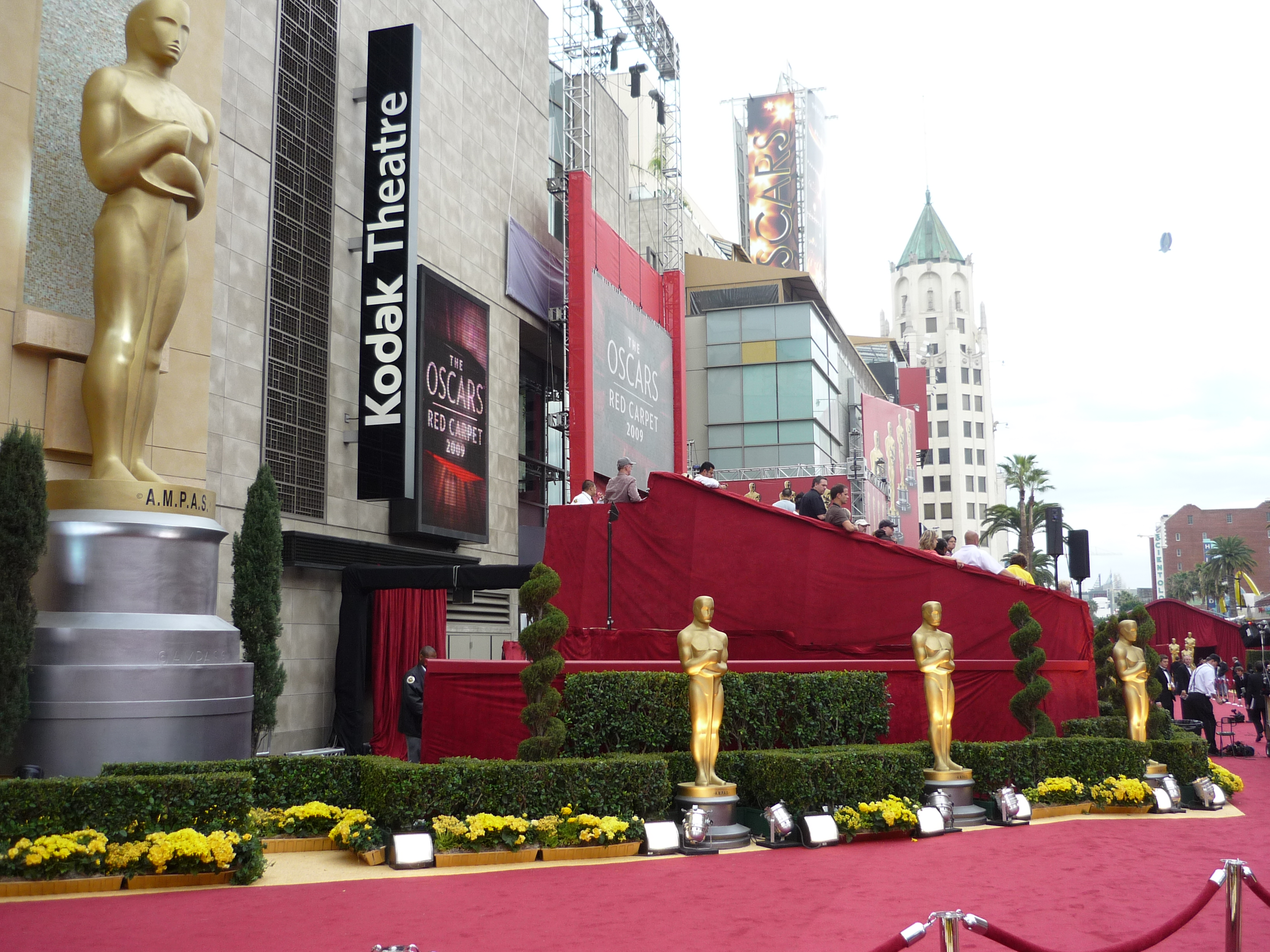
A vörös szőnyeg
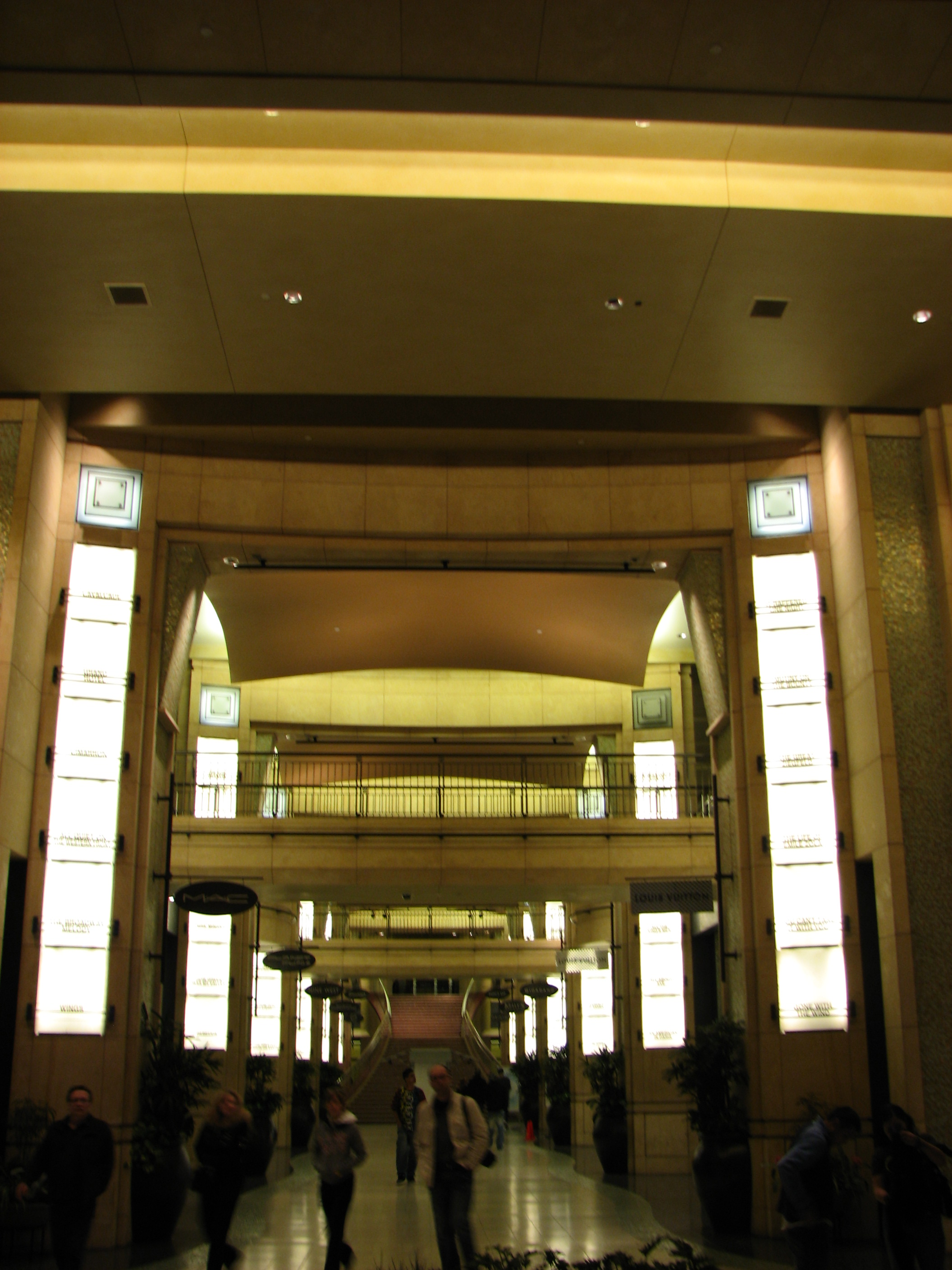
A folyosó a nyertes filmek címeivel
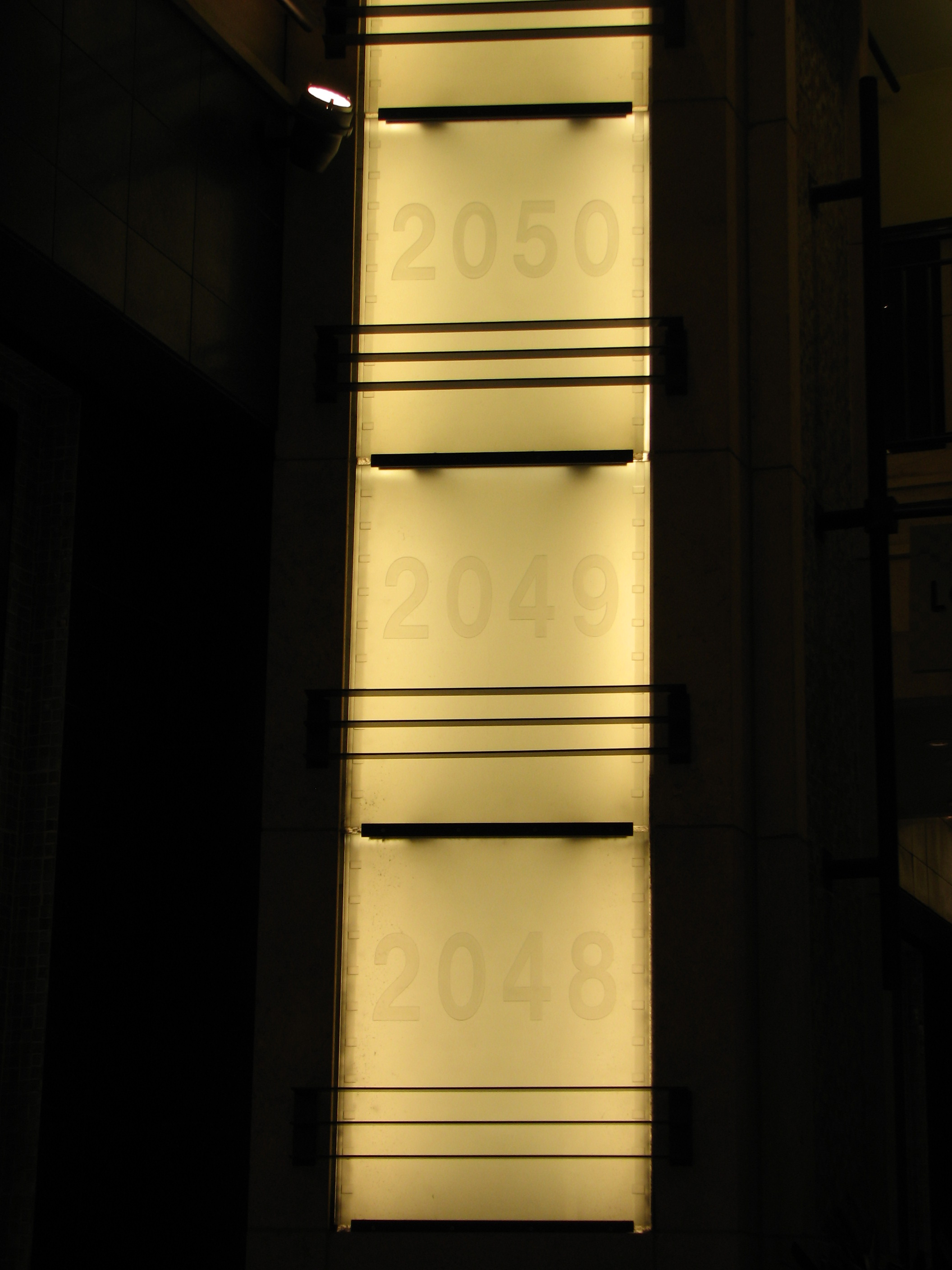
A jövőbeli nyertesek részére fenntartott helyek

## Története
A színház 2002 óta az Oscar-gála állandó helyszíne, így főleg erről vált ismertté. A Filmművészeti és Filmtudományi Akadémia az Oscar-díjátadó estéje előtt hetekkel kibéreli az épületet.
Az év fennmaradó időszakában a színház számos könnyű- és komolyzenei koncertnek, musicalnek, tánc előadásnak, valamint díjátadónak ad helyet. Az épületben megfordult már többek között Adele, Neil Young, Christina Aguilera, Elissa, Céline Dion, Andrea Bocelli, Dixie Chicks, Mariah Carey, Beyoncé Knowles, Alicia Keys, Elvis Costello, Vanilla Ice, Charice, Philipp Kirkorov, The Corrs, Barry Manilow, Prince, The New Power Generation, Ian Anderson, David Gilmour, Shohreh Solati, Leila Forouhar, Andy Madadian, és a Frankie Valli and the Four Seasons is.
A színházat 2012 februárjáig az Eastman Kodak Company szponzorálta, 75 millió dollárt fizetve az épület névadási jogáért. 2012 elején a Kodak csődöt jelentett, megszűnt a névadási joga; a színház neve ideiglenesen The Hollywood and Highland Center lett. 2012. május 1-jén a Dolby Laboratories 20 éves névadási szerződést írt alá a tulajdonosokkal, bejelentették, hogy a színház új neve Dolby Theatre. A cég Dolby Atmos, és Dolby 3D technológiát épített ki, valamint további újításokat is tervez, amint azok elérhetővé válnak.
2011 szeptemberétől 2013 elejéig az épület otthont adott a Cirque du Soleil állandó los angeles-i előadásának, az Iris-nek, ami a mozik történetét mutatta be akrobatikus képek segítségével. 2 évad után profit hiányában beszüntették az előadást.
Itt adják át többek között az Amerikai Filmintézet életműdíját, valamint a kiemelkedő sportolóknak járó ESPY-díjat, továbbá itt rendezik az American Idol döntőit. 2006-ban és 2007-ben ez a hely adott otthont az Emmy-díjátadónak.
2004-ben és 2007-ben itt tartották a Miss USA szépségversenyt. 2010-ben az épület tetején forgatták az X Japan együttes I.V. című dalának videóklipjét.
2014 márciusában és 2015-ben a PaleyFest nevű televíziós fesztivál otthona volt az épület.

## Fordítás
- Ez a szócikk részben vagy egészben  a   Dolby Theatre című angol Wikipédia-szócikk ezen változatának fordításán alapul.  Az eredeti cikk szerkesztőit annak laptörténete sorolja fel. Ez a jelzés csupán a megfogalmazás eredetét és a szerzői jogokat jelzi, nem szolgál a cikkben szereplő információk forrásmegjelöléseként.